# Шевченко (Шепетівський район)
Шевченко (до 2015 року — Шевченка) — село в Україні, в Улашанівській сільській територіальній громаді Шепетівського району Хмельницької області. Населення становить 105 особи. Село на межi зникнення.

## Символіка
Затверджена 21 жовтня 2015 року рішенням №2 XLVIII сесії сільської ради VI скликання.

### Герб
На червоному щиті золота бандура в стовп. Щит вписаний в золотий декоративний картуш і увінчаний золотою сільською короною. Внизу картуша напис "ШЕВЧЕНКО". 
Бандура - символ кобзарства, натяк на назву села, суголосну з прізвищем автора "Кобзаря" Т.Г.Шевченка.

### Прапор
На червоному квадратному полотнищі поставлена вертикально жовта бандура.

## Історія
7 (20) листопада 1917 року, відповідно до Третього Універсалу Української Центральної Ради, увійшло до складу Української Народної Республіки.
12 червня 2020 року, відповідно до розпорядження Кабінету Міністрів України № 727-р «Про визначення адміністративних центрів та затвердження територій територіальних громад Хмельницької області», увійшло до складу Улашанівської сільської територіальної громади.
19 липня 2020 року, в результаті адміністративно-територіальної реформи та ліквідації Славутського району, село увійшло до складу новоутвореного Шепетівського району.

## Населення
Згідно з переписом УРСР 1989 року чисельність наявного населення села становила 209 осіб, з яких 88 чоловіків та 121 жінка.
За переписом населення України 2001 року в селі мешкала 151 особа.

### Мова
Розподіл населення за рідною мовою за даними перепису 2001 року:
| Мова       | Відсоток |
| ---------- | -------- |
| українська | 98,04 %  |
| російська  | 1,96 %   |